# 734 TCN
734 TCN là một năm trong lịch La Mã.